# Palaihnihan
Palaihnihan (Palaihnih), porodica indijanskih jezika i plemena iz sjeveroistočne Kalifornije čiji su članovi jezici i plemena Pit River Indijanaca koja se grana na dvije glavne skupine, to su Achomawi i Atsugewi. Ime Palaihnih došao je od Klamath naziva  p´laikni, što označava “mountaineers” ili “uplanders” (prema Gatschetu). –Potomci Achomawi i Atsugewi Indijanaca danas žive po rezervatima sjeverne Kalifornije. -Podjela: 
- Achomawi:

Ajumawi (Fall River Mills people), 
Astariwawi (Astakiwi ili Canby people, prema Edward S. Curtisu ukključuju i Hantiwije), 
Atwamsini (Atuami; Big Valley people), 
Hammawi (Hamawi; Likely people), 
Hewisedawi (Goose Lake people), 
Ilmawi (Goose Valley people), 
Itsatawi (Big Bend people), 
Kosalektawi (Alturas people), 
Madehsi (Montgomery Creek people); 
- Atsugewi:

Apwarukei (Aporidge), 
Atsugewi (Atsuge),
Wamari'i (Burney Valley people)

## Vanjske poveznice
- MultiTree
- Hokan: Ethnologue 2005
- Palaihnihan: Campbell 1997
- Hokan: Dryer 2005
- Hokan: Zisa 1970
- Palaihnihan: Mithun 1999
- Hokan-Superfamily: Goddard 1996
- Palaihnihan: Golla, Goddard, Campbell, Mithun, Mixco 2007
- Palaihnihan: Powell 1891
- Palaihnihan Family